# Robert Talbot Kelly
Robert Talbot Kelly (* 24. Januar 1861 in Birkenhead, damals Cheshire, heute Metropolitan Borough of Wirral, England; † 30. Dezember 1934 in London, England) war ein britischer Maler und Aquarellist, Autor und Buchillustrator.

## Leben
Kelly war der Sohn des irischen Landschaftsmalers Robert George Kelly. Er verließ 1876 die Schule um in einer Firma des Baumwollhandels zuarbeiten. In dieser Zeit lehrte ihn sein Vater die Techniken der Malerei, des Zeichnens und der Darstellung mittels Wasserfarben. Seine ersten Werke stellte er unter dem Namen R. G. Kelly jun. aus. 1882 verließ Kelly seinen Arbeitgeber, nachdem er auf einer Mittelmeer-Kreuzfahrt genügend Anregungen erhalten hatte, um den Beruf seines Vaters zu ergreifen. Er fuhr mit dem Schiff nach Ägypten, mietete in Kairo ein Atelier an und lernte, fließend Arabisch zu sprechen. Er bereiste ganz Ägypten, machte Notizen, Zeichnungen und Gemälde über das Leben in den Städten, auf dem Lande und in den Wüsten. Er verbrachte lange Zeit bei den Beduinen Ägyptens, deren Leben er in seinen Büchern über das Land beschrieb und zeichnete. 1915 ging er aus Gesundheits- und Altersgründen nach London zurück, malte jedoch auch in den folgenden Jahren. Seine Werke werden von der Kunstgeschichte dem Orientalismus zugerechnet.
Kelly illustrierte bereits 1896 das Buch Feuer und Schwert im Sudan des Österreichers Rudolf Slatin, der in den davorliegenden Jahren im Sudan während des Mahdi-Aufstands festgehalten worden war, jedoch fliehen konnte. 1902 erschien in London sein erstes Buch über Ägypten, gefolgt von drei Büchern über seine Reise nach Burma. Die Darstellungen Kellys aus Burma hatten im 20. Jahrhundert einen großen Einfluss auf Künstler des Landes.
Die erste Ausstellung der Werke Kellys fand 1902 in der Fine Art Society in London statt. Er wurde Mitglied der Royal Institute of Painters in Water Colours (RI), der Royal Society of British Artists (RBA), der Royal British Colonial Society of Artists (RBC) und der Royal Geographical Society (RGS).

## Richard Talbot Kelly (Sohn)
Kellys Sohn Richard Talbot Kelly (1896–1971) wurde ebenfalls Maler. Er hatte sich auf Naturthemen, hier insbesondere die Darstellung von Vögeln, und historische Sujets spezialisiert.

## Veröffentlichungen
von Kelly illustriert
- Rudolf Carl von Slatin: Feuer und Schwert im Sudan: Meine Kämpfe mit den Derwischen, meine Gefangenschaft und Flucht 1879–1895. Mit einem Porträt und 19 Abbildungen von Kelly. F. A. Brockhaus, Leipzig 1896. (auch im Internet)

eigene illustrierte Bücher
- Egypt Painted and Described. A.&C. Black, London 1902.
- Burma Painted and Described. A.&C. Black, London 1905.
- Burma, Description and Travel, with 12 illustrations by the Author. A.&C. Black, London 1908; 2. revidierte Auflage: A.&C. Black, London 1933.
- Egypt. A.&C. Black, London 1908.
- Burma: The Land and the People. J.B. Millet, Boston 1910